# 모니카 소치코
모니카 소치코(폴란드어: Monika Soćko, 1978년 3월 24일 ~ )는 폴란드의 체스 선수이다. 소치코는 1995년, 2004년, 2008년, 2010년, 2013년, 2014년, 2016년, 2017년 폴란드 여자 체스 선수권 대회에서 우승하였다.